# Ремезов, Фёдор Никитич
Фёдор Никитич Ремезов (26 мая (7 июня) 1896 — 22 июня 1990) — советский военачальник, участник Великой Отечественной войны, генерал-лейтенант (4 июня 1940 года).

## Молодость и Гражданская война
Родился 26 мая (7 июня) 1896 года в посёлке Каслинского завода ныне Челябинской области. Русский. Сын рабочего.
В 1907 году окончил народную школу. Работал на Каслинском чугунолитейном заводе с 1912 года. После Октябрьской революции, в начале 1918 года, окончил организованные новой властью четырёхмесячные общеобразовательные курсы.
В Красной Армии с 15 июня 1918 года, вступил добровольцем после начала мятежа Чехословацкого корпуса. В годы Гражданской войны воевал красноармейцем Каслинского отряда 1-го Горного Советского полка 2-й Уральской стрелковой дивизии против белочехов и белогвардейцев на Урале.
С августа 1918 — письмоводитель и делопроизводитель штаба 1-й стрелковой бригады 2-й Уральской стрелковой дивизии.
23.11.1918 года подал заявление и был принят в РКП(б) как кандидат, 21.04.1919 года принят в члены РКП(б).
В 1919 году окончил 1-е Вятские советские пехотные курсы командного состава РККА. Во время в период с 6 апреля 1919 года по 15 июля 1919 года исполнял обязанности секретаря коллектива ячейки РКП (б) при пехотных курсах[какого?]. Сразу после их окончания (выпуск № 4 состоялся 1 октябре 1919 года), как лучший выпускник, назначен командиром роты 255-го Уральского стрелкового полка 26-й стрелковой дивизии, вскоре назначен исполняющим обязанности командира батальона. Отличился в боях против войск адмирала А. В. Колчака, был легко ранен. В начале 1920 года был назначен командиром роты и отдельного батальона в 33-й Кубанской дивизии 9-й армии, которая сражалась против армии генерала П. Н. Врангеля, против «Армии возрождения России» М. А. Фостикова и других антибольшевистских формирований на Северном Кавказе. С октября 1920 года командовал батальоном в 3-м Витебском полку особого назначения.

## Межвоенное время
В 1921 году окончил Высшую тактическо-стрелковую школу командного состава РККА имени III Коминтерна (будущие курсы «Выстрел»). Вернулся в Витебск и в ноябре 1921 года переведён в войска ЧОН. Назначен комендантом 3-го Витебского полка особого назначения, с мая 1922 года — командир роты 5-го Витебского батальона особого назначения, с июня 1922 года — командир роты ЧОН, с августа 1922 года — исполняющие должность адъютанта штаба ЧОН Витебской губернии, с октября 1922 года — помощник начальника штаба ЧОН Витебской губернии, с июля 1923 года — начальник штаба ЧОН Витебской губернии, с января 1924 года — начальник разведывательного отделения штаба ЧОН Западного фронта. Все первые послевоенные годы продолжал воевать против бандитизма и белогвардейских отрядов, забрасываемых на советскую территорию из Польши. Например, вёл непрерывные боевые действия с мая по июль 1922 года.
В марте 1924 года переведён из Белоруссии на Урал и назначен начальником части по личному составу штаба ЧОН Урала. С августа 1924 года вновь служил в Красной Армии, будучи назначен в штаб 57-й Уральской стрелковой дивизии Приволжского военного округа: начальник мобилизационно-учётной части штаба дивизии, с октября 1924 года — помощник начальника оперативной части штаба, с января 1925 года — старший помощник начальника оперативной части штаба. С августа 1928 года был начальником штаба резервного территориального полка. С декабря 1930 года — начальник отдела в штабе Приволжского ВО. С 30 апреля 1931 года — командир 255-го Магнитогорского стрелкового полка 85-й стрелковой дивизии в Приволжском ВО (с 17 мая 1935 года - Уральский ВО).
В 1932 году заочно окончил Военную академию РККА имени М. В. Фрунзе. Ещё 5 лет командовал тем же полком. 15 июня 1937 года назначен командиром 45-й стрелковой дивизии Киевского военного округа. С 15 по 23 июля 1938 года  командовал 15-м стрелковым корпусом Киевского ВО. С 23 июля 1938 года — командующий войсками Житомирской армейской группы.
С 22 июля 1939 года — командующий войсками и член Военного совета Забайкальского военного округа. С 11 июня 1940 года — командующий войсками Орловского военного округа. С 19 июня 1941 года — командующий 20-й армией, которая начала формирование из войск Орловского ВО.

## Великая Отечественная война
7 июля 1941 года, через 2 недели после начала Великой Отечественной войны, Ф. Н. Ремезов сменил на посту командующего 13-й армией смертельно раненого генерал-лейтенанта П.М. Филатова. В это время 13-я армия вела в районе Минска и Борисова тяжёлые оборонительные бои с 3-й танковой группой генерала Гота. Но командовал он армией всего несколько дней — на рассвете 9 июля генерал-лейтенант Ремезов прибыл в штаб армии, а утром 12 июля 1941 года он выехал в войска для организации контрудара. По дороге штабная машина командарма была обстреляна прорвавшимися автоматчиками противника и Фёдор Никитич был тяжело ранен (5 пулевых ранений).
После излечения, с 4 сентября по 18 октября 1941 года командовал войсками Северо-Кавказского военного округа. Одновременно с 11 по 17 октября командовал спешно созданной Таганрогской оперативной группой в составе 3-х стрелковых и 3-х кавалерийских дивизий, двух военных училищ и полка НКВД, выполнявшей задачу остановить немецкое наступление в ходе Донбасской оборонительной операции. 17 октября 1941 года Ф. Н. Ремезов назначен командующим формируемой им же самим в округе 56-й армии. Осенью 1941 года армия обороняла Ростов-на-Дону, но 21 ноября под ударами превосходящих сил противника вынуждена была оставить город и отойти на левый берег Дона. В ходе Ростовской наступательной операции армия Ремезова во взаимодействии с 9-й армией генерал-майора Ф. М. Харитонова 29 ноября после трёхдневного штурма освободила Ростов-на-Дону. За эту победу войска его армии и сам командарм были удостоены благодарственного приказа Верховного Главнокомандующего И. В. Сталина. Но после неудачного наступления на рубеже реки Миус уже 24 декабря 1941 года был снят с должности (правда через месяц, в январе 1942 года, за освобождение Ростова-на-Дону был награждён орденом Красного Знамени).
С января 1942 года — командующий войсками Южно-Уральского военного округа.
С 15 апреля 1942 года и до конца войны генерал-лейтенант Ремезов — командующий 45-й армией Закавказского фронта, выполнявшей задачу по прикрытию государственной границы с Турцией и охране коммуникаций в Иране, куда советские войска были введены в соответствии с договором 1921 года. Штаб армии размещался в Ереване. В августе 1942 года при аварии самолёта Ремезов получил серьёзную травму, но быстро вернулся к исполнению обязанностей.
После окончания войны продолжил службу в Советской армии. С мая 1945 года — начальник факультета Военной академии имени М. В. Фрунзе, с января 1953 — заместитель начальника Военной академии имени Ф. Э. Дзержинского. В 1952 году окончил Высшие академические курсы при Высшей военной академии имени К. Е. Ворошилова. С мая 1953 — помощник командующего войсками Московского военного округа по военно-учебным заведениям.
С 10 февраля 1959 года — в отставке по болезни.
Депутат Верховного Совета УССР 1-го созыва (1938-1947).
Отличник физической культуры (1954).
Скончался 22 июня 1990 года в Ленинграде.

## Воинские звания
- полковник (17.02.1936);
- комбриг (17.02.1938)[8];
- комдив (23.07.1938)[9];
- комкор (9.02.1939)[10];
- генерал-лейтенант (4.06.1940)[11].

## Награды
- 2 ордена Ленина (22.02.1943; 21.02.1945)
- 4 ордена Красного Знамени (22.02.1938; 22.01.1942; 03.11.1944; 20.06.1949)
- орден Отечественной войны I степени (11.03.1985)
- 2 ордена Красной Звезды (28.10.1967; 06.06.1986)
- медали

награды Монгольской Народной Республики
- Орден «За боевые заслуги» (19.08.1969)
- Медаль «30 лет Халхин-Гольской Победы» (15.08.1969)
- Медаль «50 лет Монгольской Народной Армии» (15.03.1971)

## Память
- В честь Ф. Н. Ремезова назван бульвар в подмосковном городе Голицыно.
- В честь Ф. Н. Ремезова (ошибочно Ф. Н. Ремизова) названа улица в Советском районе г. Ростов-на-Дону.